# 2. Rollstuhlbasketball-Bundesliga
Die 2. Rollstuhlbasketball-Bundesliga ist die zweithöchste Spielklasse im deutschen Rollstuhlbasketball. Ausrichter ist der Deutsche Rollstuhl-Sportverband (DRS).

## Modus
Die 2. Bundesliga teilt sich in die Gruppen Nord und Süd auf, in denen jeweils acht Mannschaften in Hin- und Rückrunde gegeneinander antreten. Der Erstplatzierte jeder Gruppe steigt direkt in die 1. Bundesliga auf, im Falle eines Verzichts rückt der Zweitplatzierte nach. Die beiden Letztplatzierten der 1. Bundesliga steigen in die jeweiligen Gruppen der 2. Bundesliga ab. Aus der Zahl der Erstligaabsteiger in eine Gruppe und aufgrund der gleich bleibenden Gesamtzahl von 8 Mannschaften in der Gruppe ergibt sich die Anzahl der letztplatzierten Teams, welche in die jeweiligen darunter liegenden Regionalligagruppen absteigen. Die Meister der Regionalligen Nord, Ost und West spielen in einer Aufstiegsrunde im Modus „Jeder gegen jeden“ die beiden Aufsteiger in die 2. Bundesliga Nord aus, die Meister der Regionalligen Mitte und Süd steigen direkt in die 2. Bundesliga Süd auf.

## Gruppe Nord

### Einzugsbereich
Der Einzugsbereich der Gruppe Nord ergibt sich aus den Zuordnungen der am Ligaspielbetrieb teilnehmenden Mannschaften zu folgenden Regionalligen bzw. Arbeitsgemeinschaften:
- Regionalliga Nord → Arbeitsgemeinschaft Rollstuhlbasketball Region Nord[6] → Bremen, Hamburg, Mecklenburg-Vorpommern, Niedersachsen, Schleswig-Holstein
- Regionalliga Ost → Arbeitsgemeinschaft Rollstuhlbasketball Region Ost → Berlin, Brandenburg, Sachsen, Sachsen-Anhalt, Thüringen
- Regionalliga West → Arbeitsgemeinschaft Rollstuhlbasketball Nordrhein-Westfalen[7] → Nordrhein-Westfalen

### Mannschaften
In der Saison 2018/19 spielten folgende Mannschaften in der 2. Bundesliga Nord:
- Baskets 96 Rahden (Absteiger 1. Bundesliga)
- RSC Osnabrück[8]
- BBC Warendorf[9]
- BG Baskets Hamburg 2
- Hot Rolling Bears Essen[10]
- ALBA Berlin Rollis (Aufsteiger Regionalliga Ost)
- Paderborner Ahorn-Panther (Aufsteiger Regionalliga West)

### Meister
Meister und Aufsteiger in den zurückliegenden Saisons waren:
| Saison    | Meister                                                                             |
| --------- | ----------------------------------------------------------------------------------- |
| 1997/98   | AS Zwickau                                                                          |
| 1998/99   |                                                                                     |
| 1999/2000 |                                                                                     |
| 2000/01   |                                                                                     |
| 2000/01   |                                                                                     |
| 2000/01   |                                                                                     |
| 2001/02   |                                                                                     |
| 2002/03   |                                                                                     |
| 2003/04   |                                                                                     |
| 2004/05   |                                                                                     |
| 2005/06   | RBC Köln 99ers                                                                      |
| 2006/07   |                                                                                     |
| 2008/09   | Hamburger SV                                                                        |
| 2009/10   | Jena Caputs                                                                         |
| 2010/11   | SG Oldenburg/Sünteltal                                                              |
| 2011/12   | SG Ahorn-Panther Paderborn/Bielefeld (Aufstiegsverzicht zugunsten von Hamburger SV) |
| 2012/13   | Hannover United                                                                     |
| 2013/14   | Jena Caputs                                                                         |
| 2014/15   | Hannover United                                                                     |
| 2015/16   | ASV Bonn                                                                            |
| 2016/17   | Hannover United                                                                     |
| 2017/18   | ASV Bonn                                                                            |
| 2018/19   | Baskets 96 Rahden                                                                   |

## Gruppe Süd

### Einzugsbereich
Der Einzugsbereich der Gruppe Süd ergibt sich aus den Zuordnungen der am Ligaspielbetrieb teilnehmenden Mannschaften zu folgenden regionalen Arbeitsgemeinschaften:
- Regionalliga Mitte → Arbeitsgemeinschaft Rollstuhlbasketball Region Mitte[22] → Hessen, Rheinland-Pfalz, Saarland, Luxemburg[23]
- Regionalliga Süd → Arbeitsgemeinschaft Rollstuhlbasketball Regionalliga und Oberliga Süd[24] → Baden-Württemberg, Bayern

Daneben nahmen und nehmen auch Mannschaften an dem grenznahen europäischen Ausland am Spielbetrieb teil, wie z. B. die Roller Bulls aus dem belgischen St. Vith, die Lux Rollers aus Luxemburg oder die beiden österreichischen Vereine RSC Tirol (aus Wörgl) und RSV Basket (aus Salzburg).

### Mannschaften
In der Saison 2018/19 spielten folgende Mannschaften in der 2. Bundesliga Süd:
- Heidelberg Rolling Chocolate
- RSV Basket Salzburg
- Lahn-Dill Skywheelers (Fusion)
- Sabres Ulm[26]
- Lux Rollers Luxemburg
- RSC Tirol (Aufsteiger Regionalliga Süd)
- RSKV Tübingen (Aufsteiger Regionalliga Süd)

### Meister
Meister und Aufsteiger in den zurückliegenden Saisons waren:
| Saison    | Meister                                                                         |
| --------- | ------------------------------------------------------------------------------- |
| 1993/94   | RSV Lahn-Dill                                                                   |
| 1994/95   |                                                                                 |
| 1995/96   | RSC-Rollis Trier                                                                |
| 1996/97   |                                                                                 |
| 1997/98   |                                                                                 |
| 1998/99   |                                                                                 |
| 1999/2000 |                                                                                 |
| 2000/01   |                                                                                 |
| 2000/01   |                                                                                 |
| 2000/01   |                                                                                 |
| 2001/02   |                                                                                 |
| 2002/03   | RSC-Rollis Trier                                                                |
| 2003/04   |                                                                                 |
| 2004/05   |                                                                                 |
| 2005/06   |                                                                                 |
| 2006/07   |                                                                                 |
| 2007/08   | SV Reha Augsburg                                                                |
| 2008/09   | Roller Bulls Sankt Vith                                                         |
| 2009/10   | Heidelberg Rolling Chocolate (Aufstiegsverzicht zugunsten von SV Reha Augsburg) |
| 2010/11   | RSV Basket Salzburg                                                             |
| 2011/12   | Roller Bulls Sankt Vith                                                         |
| 2012/13   | Heidelberg Rolling Chocolate                                                    |
| 2013/14   | FCK Rolling Devils                                                              |
| 2014/15   | USC München                                                                     |
| 2015/16   | Rhine River Rhinos Wiesbaden                                                    |
| 2016/17   | RBB München Iguanas                                                             |
| 2017/18   | Roller Bulls Ostbelgien                                                         |
| 2018/19   | Lahn-Dill Skywheelers                                                           |